# Virome
Le virome est l'ensemble des génomes des virus,. Il est souvent étudié au moyen du séquençage métagénomique des acides nucléiques viraux associés à un écosystème, à un organisme ou à un holobionte particulier. On parle souvent de virome pour désigner les métagénomes viraux obtenus par séquençage shotgun. On trouve des virus dans tous les environnements, et les études du virome ont fourni des informations sur le cycle des nutriments,, le développement de l'immunité, et montré qu’ils sont une source majeure de gènes par conversion lysogène.

## Histoire
Les premières études complètes sur les viromes ont été effectuées par séquençage communautaire souvent appelée métagénomique[pas clair]. Dans les années2000, le laboratoire Rohwer a séquencé des viromes à partir d'eau de mer, de sédiments marins, de selles d’humains adultes et enfants, de terre et de sang. Ce groupe a également réalisé[pas clair] le premier virome ARN avec des collaborateurs de l'Institut génomique de Singapour. Ces premiers travaux ont permis de conclure que la plupart de la diversité génomique est contenue dans le virome global et que la plupart de cette diversité n'est pas encore caractérisée. Ce point de vue a été soutenu par un projet de séquençage génomique individuel, en particulier le phage mycobacterium[pas clair].

## Hôtes de virus

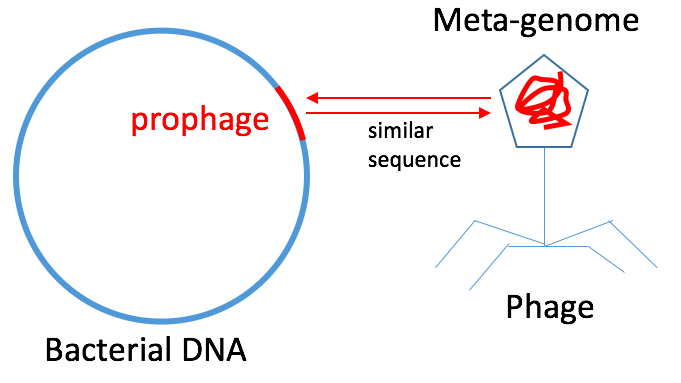

Les virus sont les entités biologiques les plus abondantes sur Terre, mais aucune étude exhaustive du virome mondial n’a encore été possible, en raison de la difficulté qu’il y a à les détecter, à les isoler et à les classer. Plus de 5 Tb de données de séquence métagénomique ont été utilisés[Quand ?] à partir de 3 042 échantillons d’origine géographique diverse pour évaluer la distribution mondiale, la diversité phylogénétique et la spécificité de l'hôte des virus.

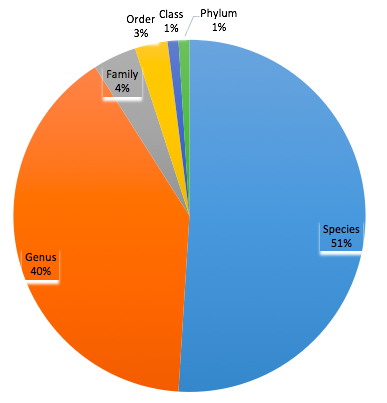
Proportion de 18470 virus liés aux hôtes à divers niveaux taxonomiques.

En août 2016, plus de 125 000 génomes viraux à ADN partiel, y compris le plus gros phage jamais identifié, ont permis de multiplier par 16 le nombre de gènes viraux connus. Une suite de méthodes de calcul a été utilisée[Lesquelles ?] pour identifier les connexions de virus hôtes putatifs. Les informations sur l'hôte viral de l'isolat ont été projetées sur un groupe[pas clair], ce qui a permis d’attribuer un hôte à 2,4% des groupes viraux.
Ensuite, le système immunitaire procaryote CRISPR–Cas qui contient une bibliothèque de fragments de génome provenant de phages (proto-espaceurs) ayant précédemment infecté l'hôte.[pas clair] Des espaceurs de génomes microbiens isolés avec des correspondances avec des contigs viraux métagénomiques (mVC) ont été identifiés pour 4,4% des groupes viraux et 1,7% des singletons. L'hypothèse selon laquelle les gènes d'ARN de transfert viral (ARNt) proviennent de leur hôte a été étudiée.
Les ARNt viraux identifiés dans 7,6% des mVC ont été appariés pour isoler les génomes d'une seule espèce ou d'un seul genre. La spécificité de l'attribution virale de l'hôte basée sur l'ARNt a été confirmée par des correspondances d'espacement CRISPR – Cas montrant une concordance de 94% au niveau du genre. Ces approches ont identifié 9 992 associations hôtes-virus putatives permettant l'attribution d'un hôte à 7,7% des mVC. La majorité de ces connexions étaient auparavant inconnues et incluent des hôtes de 16 phylums procaryotes pour lesquels aucun virus n'avait été identifié auparavant.

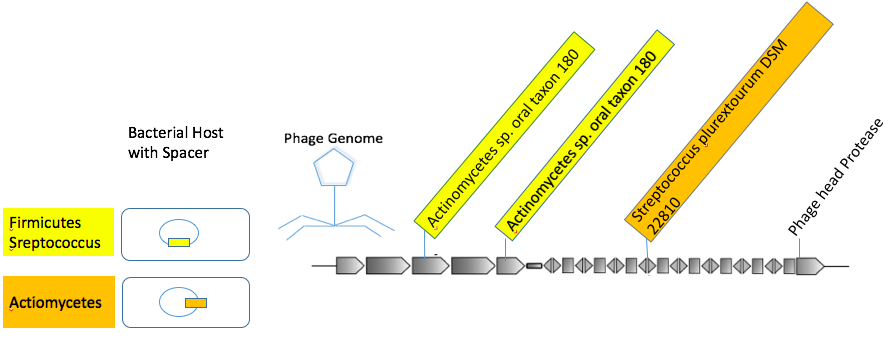
Trois proto-espaceurs codés sur des mVC identifiés dans des échantillons métagénomiques oraux humains qui étaient liés à des espaceurs CRISPR provenant d'hôtes de phylums distincts, Actinomycetes sp. taxon oral 180 (Actinobacteria) et Streptococcus plurextorum DSM 22810 (Firmicutes).

De nombreux virus se spécialisent dans l'infection d'hôtes associés. Il peut exister des généralistes viraux qui infectent les hôtes de tous les ordres taxonomiques. La plupart des correspondances d'espaceurs CRISPR provenaient de séquences virales vers des hôtes d'une espèce ou d'un genre. Certains mVC étaient liés à plusieurs hôtes de taxons supérieurs. Un groupe viral composé de macs (en) d'échantillons oraux humains contenait trois photo-espaceurs distincts avec des correspondances presque exactes aux espaceurs dans Actinobacteria et Firmicutes.
En janvier 2017, le système IMG/VR — la plus grande base de données virale publique interactive — contenait 265 000 séquences virales métagénomiques et isolait les virus. Ce nombre est passé à plus de 760 000 en novembre 2018 (IMG/VR v.2.0). Les systèmes IMG / VR servent de point de départ pour l'analyse de séquence de fragments viraux dérivés d'échantillons métagénomiques.